# Dorytomus dejeani
Dorytomus dejeani is een keversoort uit de familie snuitkevers (Curculionidae). De leeft monofaag op Salicaceae. De larven leven in de katjes, vooral de mannelijke exemplaren. Verpopping vind plaats in de bodem. De ovipositie vindt al plaats in het najaar.

## Verspreiding
Hij komt voor in Europa.